# Llanars
Llanars (spanisch Llanás) ist eine Gemeinde (municipio) in der spanischen Provinz Girona in Katalonien mit 515 Einwohnern (Stand: 2024). Zur Gemeinde gehören neben dem gleichnamigen Hauptort Llanars die Ortschaften Espinalba, Faitús, El Llanarès und El Riberal de Faitús sowie die Wüstung Les Planes de Llanars.

## Lage
Llanars liegt in den Pyrenäen etwa 58 Kilometer nordwestlich von Girona in einer Höhe von ca. 985 m am Río Ter nahe der Grenze zu Frankreich.

## Bevölkerungsentwicklung
| Jahr      | 1970 | 1981 | 1991 | 2001 | 2011 | 2021 |
| Einwohner | 445  | 385  | 389  | 510  | 547  | 533  |

## Sehenswürdigkeiten

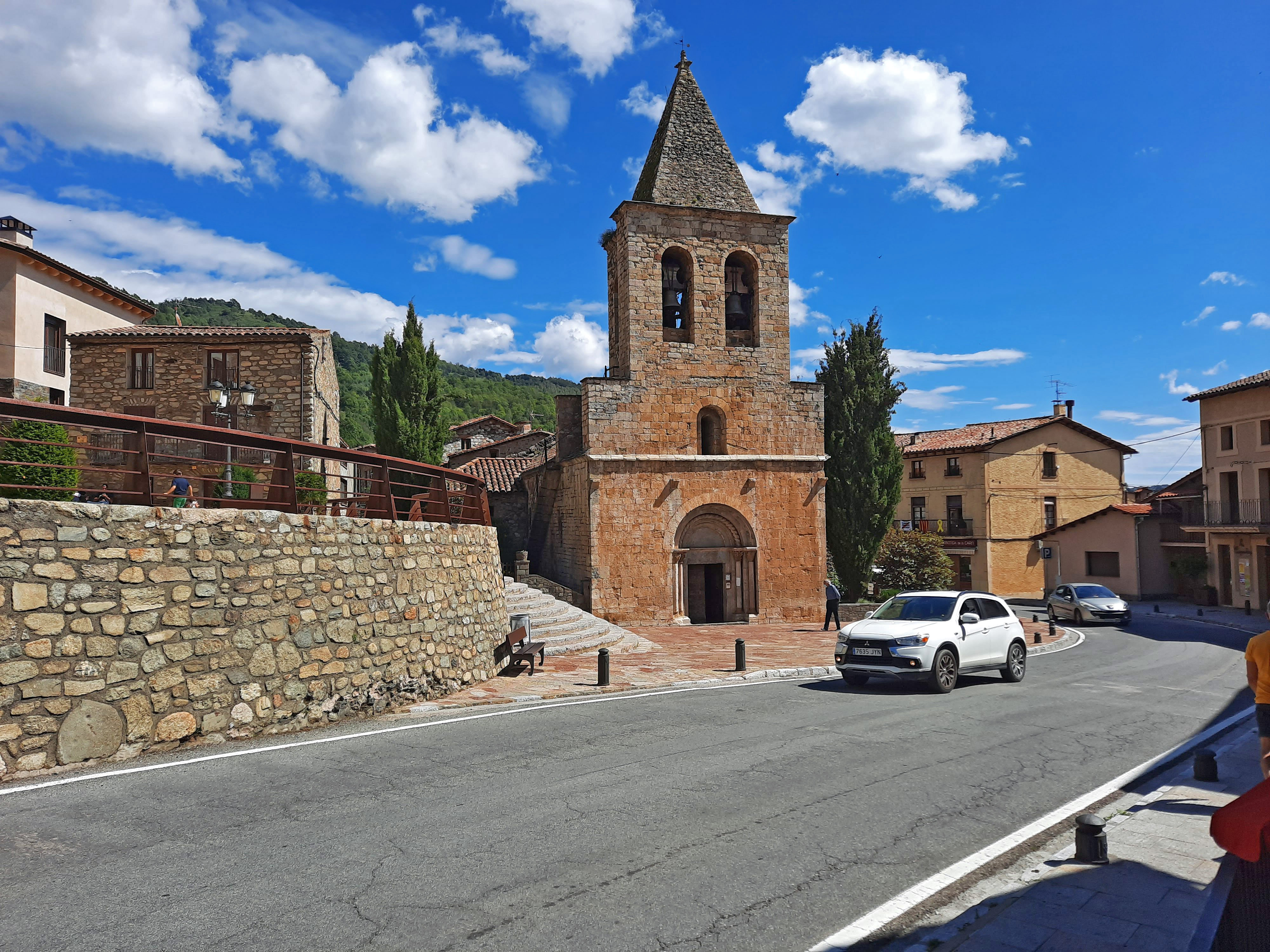
Stephanuskirche

- Stephanuskirche